# Ben Davis (basket-ball)
Pour les articles homonymes, voir Ben Davis et Davis.
Ben Davis, né le 26 décembre 1972, à Vero Beach, en Floride, est un ancien joueur américain de basket-ball. Il évolue au poste d'ailier fort.